# Regelbau

Plattegrond van een bunker

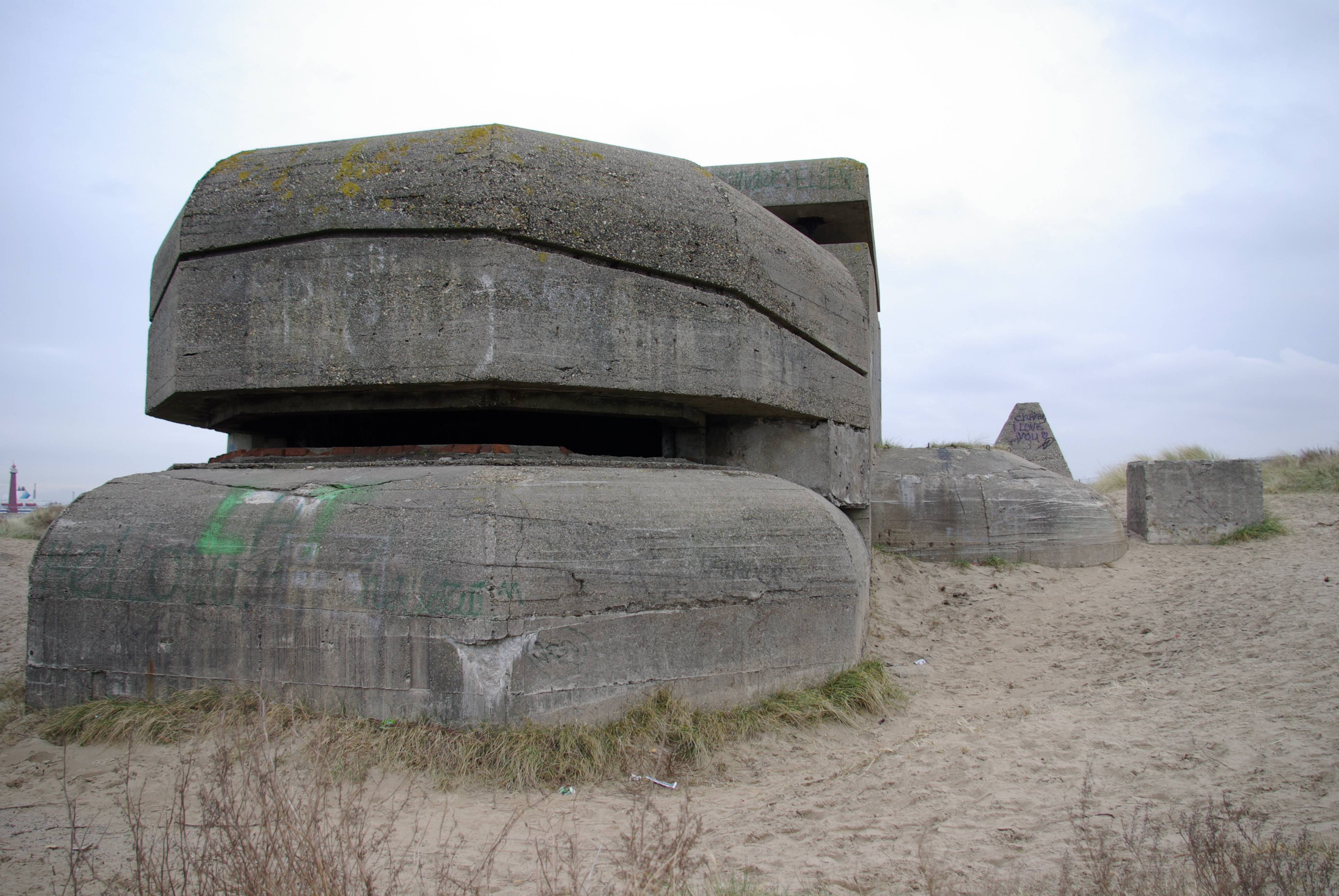
Regelbau M178, vuurleiding

Regelbau was een systeem van standaardtype bunker- of gebouwelementen, dat tijdens het Derde Rijk gebruikt werd voor de aanleg van de Siegfriedlinie en de Atlantikwall.

## Context
Vanaf 1933 begon de leiding van het Duitse leger te werken aan de standaardisatie van verdedigingswerken met de publicatie van de « Bestelling voor de bouw van permanente vestingwerken (Vorschrift zum Bau ständiger Befestigungsanlagen).
Naast algemene voorschriften bevatte het ook zeer specifieke instructies over welke gepantserde componenten (Panzerungsteilen of P-Teile) en ventilatiecomponenten (Lüftungsteilen of ML-Teile) moesten worden gebruikt. Een belangrijkst aspect van standaardisatie was de constructiedikte (Ausbaustärke). Dit verwees naar de dikte van de muren en plafonds van de bunker. 
Tijdens de bouw van de Siegfriedlinie werden er meerdere keren wijzigingen aangebracht in de lijst met te gebruiken componenten. Dit komt door de voortdurende ontwikkeling van wapentechnologie en de beschikbaarheid van gepantserde componenten en grondstoffen in het algemeen.

## Ontwikkeling van standaardgebouwen van 1936 tot 1940
Na de remilitarisering van het Rijnland overwogen de ingenieurs in 1936 de aanleg van een verdedigingslinie langs de westelijke grens. Op basis van reeds bestaande vestingwerken ontwikkelden de ingenieurs snel verbeterde gebouwplannen, die vanaf 1937 zullen worden gebouwd. Dit bouwprogramma heette toen het pioniersbouwprogramma (in het Duits: Pionier-Bauprogramm). Omdat er al snel een verwarrend aantal standaardgebouwen bestond, werden vanaf 1938 nieuwe standaardgebouwen zoals de type 10 standaardbouw ontwikkeld en uitgevoerd. Deze gebouwen kenmerkten zich vooral door een vereenvoudiging van standaard bouwvormen.
Het was in die tijd dat de bouw van de bunkers werd toevertrouwd aan de Organization Todt (OT), een civieltechnische groep die aanvankelijk door Fritz Todt was opgericht voor de aanleg van snelwegen en die zich daarna alleen nog toelegde op militaire bouwwerken en vestingwerken. 
Vana 1939 werden de nieuwe standaard constructietypes ontworpen en werden de wanddiktes vergroot. 
Met het uitbreken van de Tweede Wereldoorlog op 11 september 1939, veranderden de prioriteiten voor de bouw van de westelijke muur. Door schaarste aan grondstoffen werd het bouwprogramma getroffen onder enorme bezuinigingsmaatregelen. Zo werden observatieklokken en bijbehorende systemen niet meer voorzien en werden de kamers kleiner.

## Standaardgebouwen aan de Atlantikwall van 1940 tot 1944
Tijdens de bezetting van West-Europa en met de dreiging van een geallieerde landing werden meer dan 8000 bunkers gebouwd voor de Atlantikwall.
Om redenen van efficiëntie werden ook specifieke gebouwen ontwikkeld. Het type wapen vereiste de bewapening van individuele installaties, dus de Würzburg-radar werd bediend door de Luftwaffe, de bijzonder zware kanonbatterijen en de anti-scheepsbatterijen werden vaak door de Kriegsmarine bediend. De verschillende standaardgebouwen werden ter bescherming in modules gebouwd en gerangschikt volgens de topografie. Zo werden er nabij het strand anti-scheepsbatterijen geplaatst, werden vuurleidingsposten opgericht en werden munitie en bemanningsfaciliteiten verder naar achteren verplaatst. De afzonderlijke modules waren verbonden door min of meer versterkte loopgraven of door overdekte paden.

## Doel
De doelstellingen van het standaardiseren van het ontwerp en de constructie van bunkers hadden verschillende voordelen :
1. Behoud van beproefde ontwerpkenmerken bij het bouwen van nieuwe bunkers;
2. Vereenvoudigde productie van grote hoeveelheden, bijvoorbeeld componenten: ventilatie, afscherming (deuren, schietsleuven) voeding, verwarming, inrichting (bed, tafel, kleerkast, enz.) met de betrokken fabrikanten;
3. Verbeterd inmeten van bouwplaatsen afhankelijk van de tactische situatie;
4. Bouwproces vereenvoudigd door nauwkeurige kostenberekening van behoeften (grondverzet, beton, wapening) en daardoor verbetering van bouwtijden;
5. Gemakkelijkere aanvoer van materialen naar de bouwplaats.

Er worden plannen gemaakt waarop de te gebruiken betonmassa, de hoeveelheid grond die wordt afgevoerd voor de grondwerken, de massa constructiestaal die moet worden voorzien, wordt genoteerd. De bouw is in handen zijn van de organisatie Todt.

### Wanddiktes
De dikte van de muren werd verdeeld in verschillende categorieën:
- A  3,5 meter
- A1  2,5 meter
- B nieuw  2,0 meter
- B oud  1,5 meter
- B1  1,0 meter
- C  0,6 meter
- D  0,3 meter

Er bestaan verschillende categorieën gebouwen die zijn gerangschikt met cijfers en letters: van nummer 1 tot nummer 704 voor de installaties van het leger (in het Duits Heer ).
Sinds 1938 hebben verschillende publicaties van Regelbauten elkaar opgevolgd. De Regelbau die voornamelijk door OT-werkers wordt gebruikt voor de bouw van de Atlantikwall komt overeen met de 600-serie, leverbaar vanaf november 1942 en bestaande uit 108 bouwmodellen.

## Typologie
Zo werden meer dan 700 types werken gedefinieerd voor de drie legers (Heer - landmacht, Luftwaffe -luchtmacht en Kriegsmarine - marine): schietbunker, commandopost, personeelsschuilplaats, reddingscentrum, keukens, watertanks, munitieruim enz. Behalve voor de werken van de landmacht, wordt het nummer van de constructie voorafgegaan door een letter die het leger of de categorie identificeert. Dus een M voor de Kriegsmarine, een L voor de Luftwaffe. De S staat voor zware werken (Schwere in het Duits) zoals bijvoorbeeld de zware batterijen van Pas-de-Calais, Denemarken of Noorwegen. De letters Fl duiden de soorten werken van de DCA van de marine aan, dat wil zeggen die welke worden bediend door marine-eenheden rond grote havens of bases voor bijvoorbeeld U-Boot.

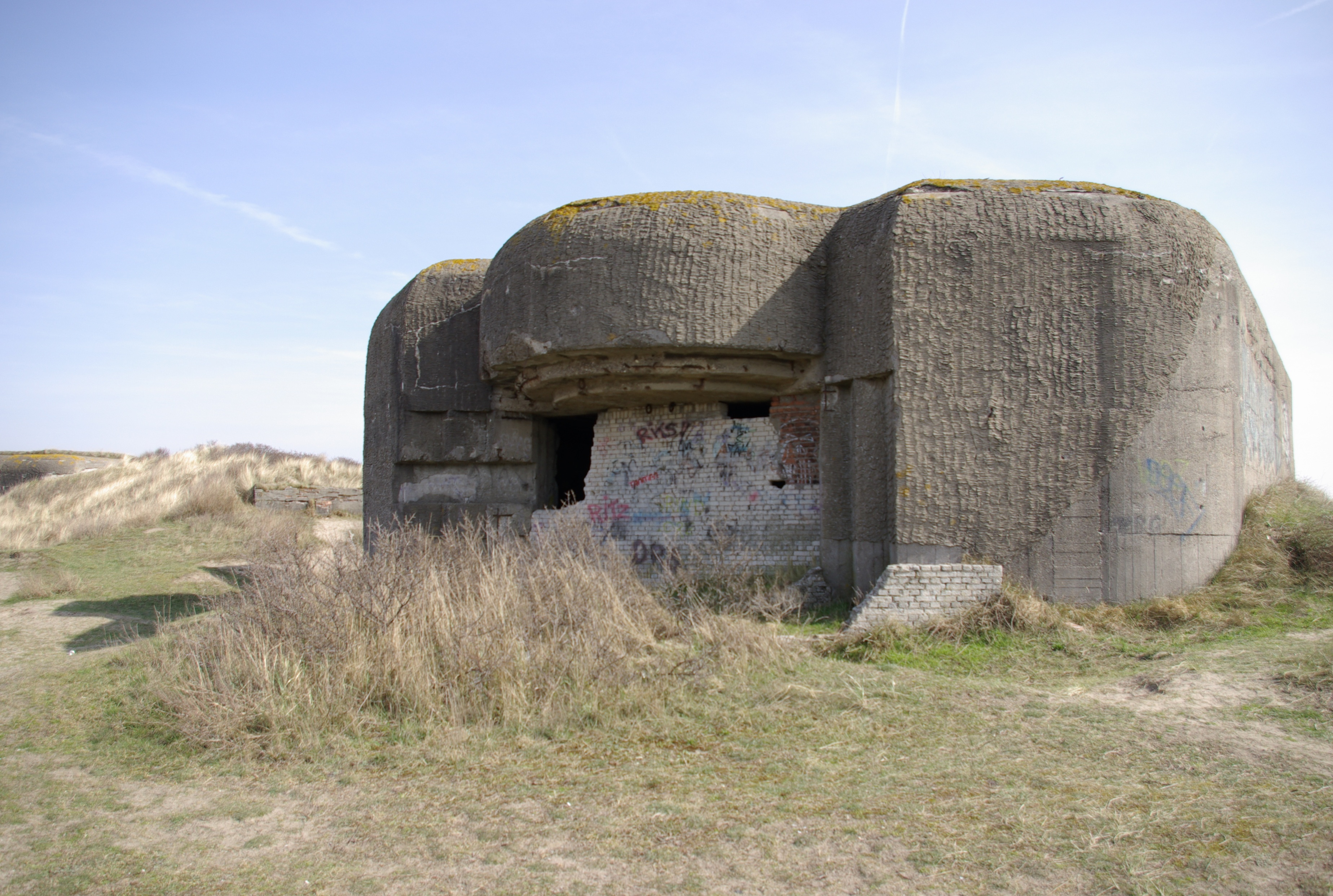
Regelbau type M272

Zo duidt type M 272 een type kazemat aan waarin een kanon is ondergebracht dat is gevonden bij batterij Longues-sur-Mer in Normandië maar ook bij batterij Heerenduin in Nederland. Het type S 414 daarentegen is een vuurrichtpost voor een zware batterij op een marinedoel. Het Grand Blockhaus in Batz-sur-Mer is het enige voorbeeld van dit type in Frankrijk en is nu een museum.